# Ancient Rites
Ancient Rites — бельгийская блэк-метал группа, образованная в 1988 году в Диесте.

## История
Изначально группа состояла из гитаристов Йохана и Филиппа, барабанщика Стефана, и басиста и вокалиста Гюнтера Тейса. В 1990 году группа выпустила первый демоальбом «Dark Ritual». Вскоре после выпуска этого демо участник Филипп погиб в автокатастрофе, а немного позже, ударник Стефан совершил самоубийство. Несмотря на трагическую ситуацию, остальные участники решили не расформировывать группу, и на место Стефана пришел другой ударник — Вальтер Ван Кортенберг (Walter Van Cortenberg).
После того как Йохан решил покинуть музыкальную сцену, группа нашла замену и для него и для Филиппа — в лице гитаристов Барта Вандерейкена и Паскаля. Паскаль был в конечном счете уволен из группы в связи с его службой в бельгийском флоте, таким образом состав сократился до трио. В 1994 году вышел их первый полноценный альбом, под названием «The Diabolic Serenades». В этом же составе был также записан и второй альбом группы — «Blasfemia Eternal», прежде того как в мае 1996 года сразу после его выхода, Барт покинул группу.
На их место пришли иностранные музыканты — в 1996 году голландский гитарист Эрик Спрутен (экс-Inquisitor), и в середине 1997 года финский гитарист Ян «Örkki» Ирлунд (экс-Lacrimosa). Вскоре после выхода их третьего альбома «Fatherland» в группу пришел клавишник Доминго Сметс (экс-Agathocles). Этот состав записал альбом «Dim Carcosa», перед тем как Сметс покинул группу в 2002 году и его заменил Дэви Уотерс (экс-Oblivion, Danse Macabre). Этот состав участвует при записи концертного альбома «And The Hordes Stood As One».
Во время турне в поддержку живого альбома в мае 2003 года группа уволила гитариста Яна Ирлунда и возвратила вместо него Барта. В декабре 2004 года состав был расширен, в связи с возвращением Доминго Сметса, который занял пост басиста, а Гюнтер хотел сосредоточился на вокале, и Рафа Янсена в качестве третьего гитариста. Большую часть 2005 года музыканты потратили на создание нового альбома «Rubicon», который был выпущен 15 мая 2006 года.
На протяжении многих лет Ancient Rites выступали с такими группами, как Deicide, Motorhead, Judas Priest, Cradle Of Filth, Metallica, Dissection, Morbid Angel, Stormtroopers of Death, Mercyful Fate, Impaled Nazarene, Manowar, Sepultura, Malevolent Creation, Rotting Christ и Slayer. Помимо гибели двух участников, за время своего существования группа подвергалась бойкоту бельгийского правительства, получала террористические анонимные угрозы, и сталкивалась с другими проблемами (такими как банкротство лейблов, уголовные расследования).

## Состав
- Gunther Theys — вокал, бас-гитара
- Erik Sprooten — гитара
- Domingo Smets — гитара, бас-гитара, клавишные и бэк-вокал
- Walter Van Cortenberg — ударные
- Davy Wouters — клавиши

### Бывшие участники
- Jan «Örkki» Yrlund — гитара (And The Hordes Stood As One, Scenes of Splendour, Dim Carcosa, The First Decade 1989—1999 и Fatherland)
- Domingo Smets — клавиши (Dim Carcosa и Scenes of Splendour")
- Stefan — ударные (The First Decade 1989—1999 и Dark Ritual)
- Philip — гитара (The First Decade 1989—1999 и Dark Ritual)
- Johan — гитара (The First Decade 1989—1999 и Dark Ritual)
- Pascal — гитара (Evil Prevails (Split w/ UNCANNY/12")
- Raf Jansen — гитара и бэк-вокал (Rubicon)
- Bart Vandereycken — гитара (Rubicon,Blasfemia Eternal,Diabolical Serenades)

## Дискография

### Альбомы и EPs
- Evil Prevails (EP) — (1992)
- The Diabolic Serenades — (1994)
- Blasfemia Eternal — (1996)
- Fatherland — (1998)
- The First Decade 1989-1999 (compilation) — (1999)
- Dim Carcosa — (2001)
- And the Hordes Stood as One (live) — (2003)
- Rubicon — (2006)
- Laguz — (2015)

### VHS и DVDs
- Scenes of Splendour (VHS) — (2001)
- And the Hordes Stood as One (DVD) — (2003)

### Прочие релизы
- Dark Ritual (Demo) — (1990)
- Promo 1992 (Demo) — (1992)
- Longing for the Ancient Kingdom II / Windows (Split w/ Renaissance) — (1993)
- Thou Art Lord / Ancient Rites (Split w/ Thou Art Lord) — (1993)
- Uncanny / Ancient Rites (Split w/ Uncanny) — (1993)
- Scared by Darkwinds / Longing for the Ancient Kingdom II (Split w/ Enthroned) — (1994)